# Umm al-Burajdżat
Umm al-Burajdżat – miejscowość w Egipcie, w muhafazie Fajum, położona ok. 20 km na południe od Fajum. W miejscu położenia osady w pierwszej połowie XX wieku odkryto pozostałości po starożytnym mieście Tebtynis.